# Наливайка, Витаутас
Ви́таутас Налива́йка (лит. Vytautas Nalivaika; род. 24 октября 1958, Вильнюс) — литовский скульптор.

## Биография
Родился в Вильнюсе. В 1980—1986 годах учился в Вильнюсском художественном институте; ученик известного литовского скульптора Гядиминаса Йокубониса. Дипломная работа — скульптура «Фонарщик» (установлена на улице Швянто Йоно в Вильнюсе).
Член Союза художников Литвы. Живёт в Вильнюсе. Женат; дети Кристиёнас (род. 1988), Гедре (род. 1991), Раполас (род. 2001).

## Творчество
Уже во время учёбы в Художественном институте принимал участие в республиканских выставках медалей, в Прибалтийской триеннале медалей.
Лауреат второй премии конкурса медали для увековечения творческого наследия архитектора Владимира Дубенецкого (1987).
Автор скульптуры «Фонарщик», установленной в Вильнюсе на улице Швянто Йоно, памятника жертвам Чернобыльской катастрофы в Висагинасе, скульптур и деталей декора в интерьере вильнюсского ресторана «Стикляй».
Воплотил идею памятника арапу царя Петра Ганнибалу и его правнуку А. С. Пушкину в Вильнюсе, предложенную поэтом Юрием Кобриным. Памятник был открыт во дворе Пятницкой церкви в Вильнюсе 5 мая 2010 года. Скульптурная композиция представляет собой сомкнутые ладони России, в которых заключены овальные медальоны с рельефными изображениями Ганнибала и Пушкина, и православный крест, продолжающий собой мизинцы. Композиция установлена на пьедестале из гранита; её ладони изготовлены из бронзы, медальоны с изображением Пушкина и его прадеда — из латуни. Высота памятника составляет 3 метра, вес — 2 тонны.
Витаутас Наливайка — автор памятного знака в виде бронзового барельефа «Шинель Вивульского» доме ул. Ужупё 5 (Užupio g. 5), торжественно открытого 10 января 2019 года в связи со столетием архитектора и скульптора Антония Вивульского, который нёс службу в составе польских сил самообороны во время эвакуации из Вильно германских войск в конце 1918 года и с приближением красных частей. Стояли морозы, при патрулировании Заречья Вивульский, по преданию, отдал свою шинель больному бойцу, сам простудился и вскоре умер.